# Miconia squamulosa
Miconia squamulosa är en tvåhjärtbladig växtart som först beskrevs av James Edward Smith, och fick sitt nu gällande namn av José Jéronimo Triana. Miconia squamulosa ingår i släktet Miconia och familjen Melastomataceae. Inga underarter finns listade i Catalogue of Life.